# 细序嵩草
细序嵩草（学名：Kobresia angusta），为莎草科嵩草属下的一个植物种。